# Empereur des Français
Le titre d'empereur des Français a été porté par les souverains de la famille Bonaparte durant les Premier et Second Empire français : Napoléon Ier, Napoléon II, théoriquement, et Napoléon III. Celui d'impératrice des Français a été porté par leurs épouses : Joséphine de Beauharnais et Marie-Louise d'Autriche pour Napoléon Ier et Eugénie de Montijo pour Napoléon III.

## Conception du titre
Le titre est proposé à Napoléon Bonaparte, alors Premier consul, « pour que la République ait un chef à fonction héréditaire », avec le titre d'empereur des Français. Le sénatus-consulte du 18 mai 1804, ratifié par les électeurs, fait de Napoléon l’empereur des Français, en tant que chef de la République française. Cette dernière disparaît le 2 décembre 1804, avec le couronnement de Napoléon Bonaparte et l’avènement de l'Empire.

## Liste

### Premier Empire
| Rang | Portrait                                                                                                  | Prince                   | Période                                               | Maison           | Notes |
| ---- | --- | ------------------------ | ----------------------------------------------------- | ---------------- | --- |
| 1    | Portrait officiel de l’empereur Napoléon Ier, en grand costume de sacre par Michel Martin Drolling, 1808. | Napoléon Ier (1769-1821) | 18 mai 1804 — 6 avril 1814 9 ans, 10 mois et 19 jours | Maison Bonaparte | Général de la Révolution, il devient Premier consul en 1799, puis se proclame, en 1804, empereur des Français sous le nom de Napoléon Ier. Renversé en 1814 par les coalisés, il est contraint d'abdiquer. |

### Cent-Jours
| Rang | Portrait                                                                                                  | Prince                   | Période                                  | Maison           | Notes |
| ---- | --- | ------------------------ | ---------------------------------------- | ---------------- | --- |
| –    | Portrait officiel de l’empereur Napoléon Ier, en grand costume de sacre par Michel Martin Drolling, 1808. | Napoléon Ier (1769-1821) | 20 mars — 22 juin 1815 3 mois et 2 jours | Maison Bonaparte | Exilé sur l'île d'Elbe, il revient au pouvoir en 1815. Vaincu à la bataille de Waterloo, il abdique une nouvelle fois en faveur de son fils.                                          |
| 2    | Portrait en pied du duc de Reichstadt par Léopold Bucher, 1832.                                           | Napoléon II (1811-1832)  | 22 juin — 7 juillet 1815 15 jours        | Maison Bonaparte | Seul fils légitime de l'empereur, il est proclamé à son tour empereur des Français sous le nom de Napoléon II, entre l'abdication de son père et le retour au pouvoir de Louis XVIII. |

### Second Empire
| Rang | Portrait                                                | Prince                   | Période                                                      | Maison           | Notes |
| ---- | ------------------------------------------------------- | ------------------------ | ------------------------------------------------------------ | ---------------- | --- |
| 3    | Napoleon III, lithographie d'Adolf Dauthage, vers 1860. | Napoléon III (1808-1873) | 2 décembre 1852 — 4 septembre 1870 17 ans, 9 mois et 2 jours | Maison Bonaparte | Neveu de Napoléon et cousin de Napoléon II, il est élu président de la République en 1848. À la suite du coup d'État du 2 décembre 1851, approuvé par le peuple, il est confirmé président pour dix ans. Il est finalement proclamé empereur des Français sous le nom de Napoléon III en 1852, par la volonté du peuple. Fait prisonnier à la bataille de Sedan, il s'exile en Angleterre après sa libération. il est déchu en 1871 par l'Assemblée de Bordeaux, mais n'abdique pas. |

## Autre usage
Depuis François Ier, il était d'usage, pour le roi de France, de prendre le titre d'Empereur des Français dans ses relations avec l'Empire Ottoman ainsi que « les princes mahométans ».